# Morgan County (Ohio)
Morgan County ist ein County im Bundesstaat Ohio der Vereinigten Staaten. Der Verwaltungssitz (County Seat) ist McConnelsville.

## Geographie
Das County liegt im Südwesten von Ohio, ist etwa 60 km von der Grenze zu West Virginia entfernt und hat eine Fläche von 1093 Quadratkilometern, wovon elf Quadratkilometer Wasserfläche sind. Es grenzt im Uhrzeigersinn an folgende Countys: Muskingum County, Noble County, Washington County, Athens County und Perry County.

## Geschichte
Morgan County wurde am 29. Dezember 1817 aus Teilen des Guernsey-, Muskingum- und des Washington County gebildet und im Jahr 1819 abschließend organisiert. Benannt wurde es nach Daniel Morgan, einem Mitglied im Repräsentantenhaus für Virginia, Schlachtfeldtaktiker und General im Amerikanischen Unabhängigkeitskrieg.
Sechs Bauwerke und Stätten des Countys sind im National Register of Historic Places eingetragen (Stand 16. Mai 2018).

## Demografische Daten

Alterspyramide des Morgan County

Nach der Volkszählung im Jahr 2000 lebten im Morgan County 14.897 Menschen in 5.890 Haushalten und 4.176 Familien. Die Bevölkerungsdichte betrug 14 Einwohner pro Quadratkilometer. Ethnisch betrachtet setzte sich die Bevölkerung zusammen aus 93,66 Prozent Weißen, 3,41 Prozent Afroamerikanern, 0,35 Prozent amerikanischen Ureinwohnern, 0,08 Prozent Asiaten und 0,26 Prozent aus anderen ethnischen Gruppen; 2,24 Prozent stammten von zwei oder mehr Ethnien ab. 0,41 Prozent der Bevölkerung waren spanischer oder lateinamerikanischer Abstammung.
Von den 5.890 Haushalten hatten 30,9 Prozent Kinder und Jugendliche unter 18 Jahre, die bei ihnen lebten. 56,9 Prozent waren verheiratete, zusammenlebende Paare, 9,9 Prozent waren allein erziehende Mütter, 29,1 Prozent waren keine Familien, 25,5 Prozent waren Singlehaushalte und in 12,0 Prozent lebten Menschen im Alter von 65 Jahren oder darüber. Die Durchschnittshaushaltsgröße betrug 2,50 und die durchschnittliche Familiengröße lag bei 2,98 Personen.
Auf das gesamte County bezogen setzte sich die Bevölkerung zusammen aus 25,3 Prozent Einwohnern unter 18 Jahren, 7,8 Prozent zwischen 18 und 24 Jahren, 26,3 Prozent zwischen 25 und 44 Jahren, 25,0 Prozent zwischen 45 und 64 Jahren und 15,6 Prozent waren 65 Jahre alt oder darüber. Das Durchschnittsalter betrug 39 Jahre. Auf 100 weibliche Personen kamen 96,5 männliche Personen. Auf 100 Frauen im Alter von 18 Jahren oder darüber kamen statistisch 94,9 Männer.
Das jährliche Durchschnittseinkommen eines Haushalts betrug 28.868 USD, das Durchschnittseinkommen der Familien betrug 34.973 USD. Männer hatten ein Durchschnittseinkommen von 30.411 USD, Frauen 21.039 USD. Das Prokopfeinkommen betrug 13.967 USD. 15,7 Prozent der Familien und 18,4 Prozent der Bevölkerung lebten unterhalb der Armutsgrenze. Davon waren 25,1 Prozent Kinder oder Jugendliche unter 18 Jahre und 12,4 Prozent waren Menschen über 65 Jahre.